# 太田切川 (長野県)

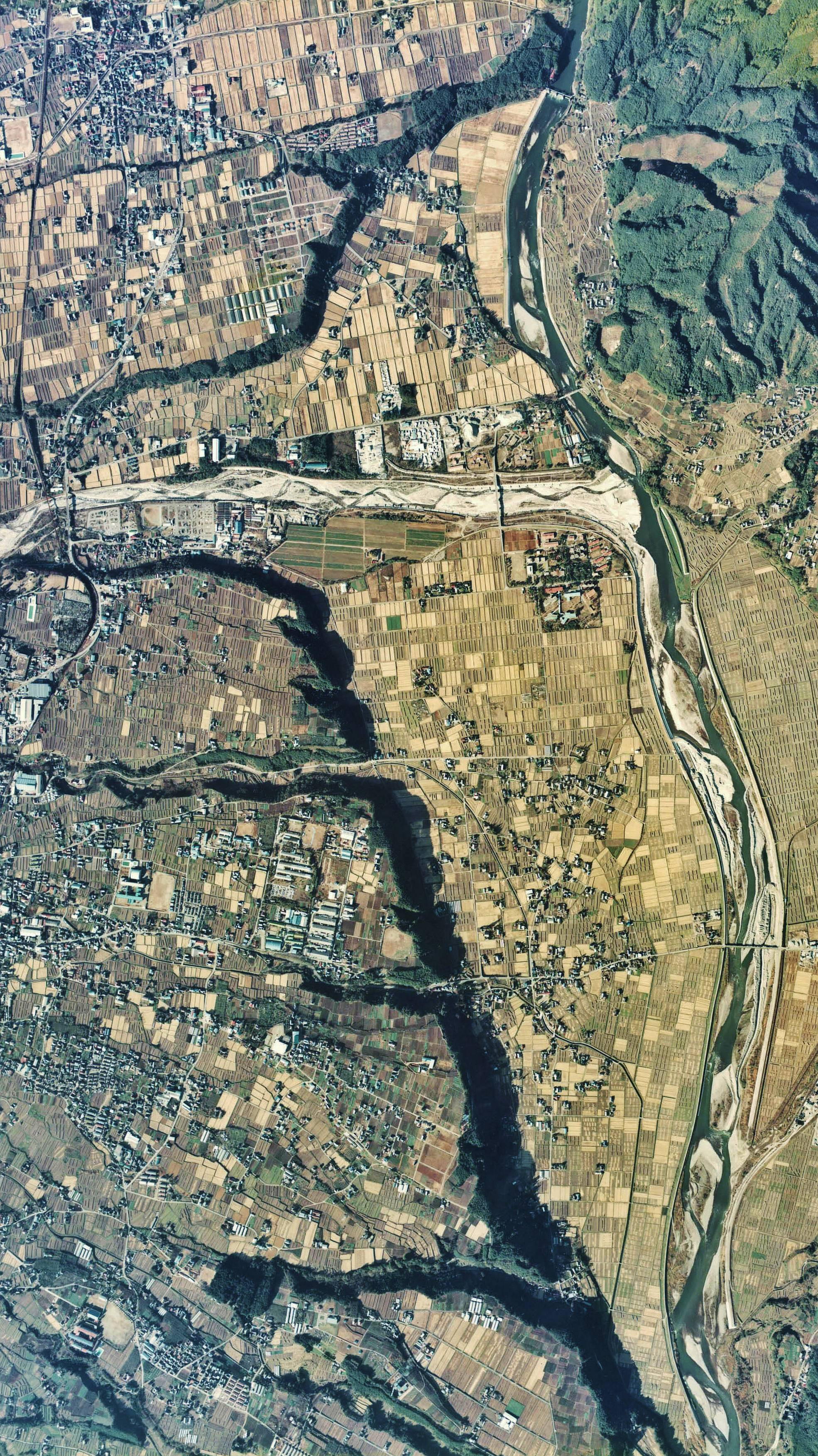
太田切川河口
西（写真左）から流れてきた太田切川（写真左上）が、北から流れて来る天竜川へ合流する。

太田切川（おおたぎりがわ）は、長野県駒ヶ根市・上伊那郡宮田村を流れる川で、天竜川水系の一級河川。大田切川とも書く。
木曽山脈（中央アルプス）を水源とする伊那谷の川は、それぞれが扇状地を造り、さらに急勾配でまっすぐな深い谷を造り、田切（たぎり）と呼ばれる地形を造っている。とりわけ太田切川は最大規模であり、中田切川や与田切川を合わせて三大田切川と呼ばれる。

## 地理
木曽山脈・木曽駒ヶ岳を水源とする。千畳敷カールからの中御所川、伊那前岳からの北御所川、空木岳からの本谷が合わさり、さらに駒飼池・濃ヶ池からの黒川を合わせ、東に流れて中央自動車道・JR飯田線・国道153号をくぐり、天竜川へ合流する。天竜川は太田切川合流点付近で大きく東側に蛇行しているが、これは太田切川が増水した勢いで天竜川の流路を押し出した結果である。
太田切川の源流は花崗岩地帯の雪渓で、転がる石も花崗岩が多く、下流の川原が白っぽく見える。川底に転がる岩石は大きく、かつ美しく、建築材料として利用される。源流から黒川合流点までの間の河川勾配は2分の1から5分の1と非常に急であるが、それより下流は勾配を緩め、河口に近付くと川幅が広くなり、砂礫が散乱した状態になる。
河川流量は常時流量8.0立方メートル毎秒と比較的多く、既往最大流量は160.4立方メートル毎秒で、降雨後増水までの時間は比較的短い。駒ヶ根市や宮田村の広い範囲を潤す灌漑用水として利用されており、その一部は上水道用水としても利用されている。また、上流では水力発電も行われており、現在は新太田切発電所・中御所発電所という2か所の水力発電所が中部電力によって運営されている（後述）。
太田切川が造った扇状地は左岸側で伊那市南端のあたり、右岸側で駒ヶ根市上穂沢川のあたりまで広がっている。最も拡大したのは14万年前とされ、当時は中田切川をも飲み込み、現在の上伊那郡飯島町まで及んだと考えられている。かつては小田切川（こたぎりがわ）が太田切川から分流していたが、現在では駒ヶ根橋（長野県道75号駒ヶ根駒ヶ岳公園線）から下流は川の両岸を高い堤防で仕切り、流路を一本に固定。河床に数多くの床固工を配置し、上流からの土石流を食い止めている。河口付近の駒ヶ根市北下平では、洪水を防ぐためアカマツの木々を植えて川除林（かわよけばやし）を造っていた。1959年（昭和34年）以降は伐採されて水田に変わり、堤防が造られると古い河道の跡に企業が進出して開発が進んでいる。
太田切川は、古くはその流路が信濃国の諏訪郡と伊那郡との境であったとされる。また諏訪大明神絵詞には「信州に至り給し時、伊那郡と諏訪郡の堺に大田切と云所にて」との記述があり、また『修補諏訪氏系図』には「近代迄伊那郡に於ける北部にして諏訪郡に接続せる村里を外の諏訪郡と呼称せしことあり」と記述されていることから、古代においては大田切川以北は諏訪郡に含まれていたことが推察される[1]。現在も駒ヶ根市と宮田村との境界線になっているが、中央自動車道の橋から上流の新太田切発電所までの間、距離12キロメートルの区間が境界未確定である。民俗習慣や方言も太田切川を境にして異なっているが、これは急流さから両岸を結ぶ架け橋が近代まで実現せず、川をまたいでのつながりがほとんどなかったからである。

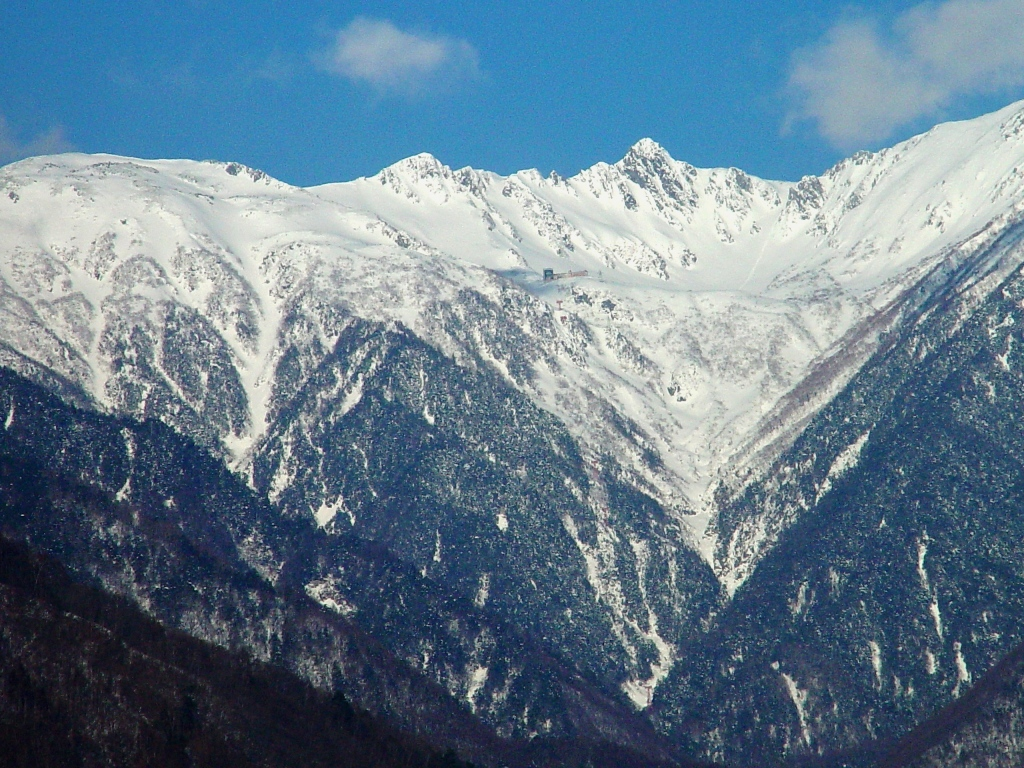
太田切川源流・宝剣岳と千畳敷カール
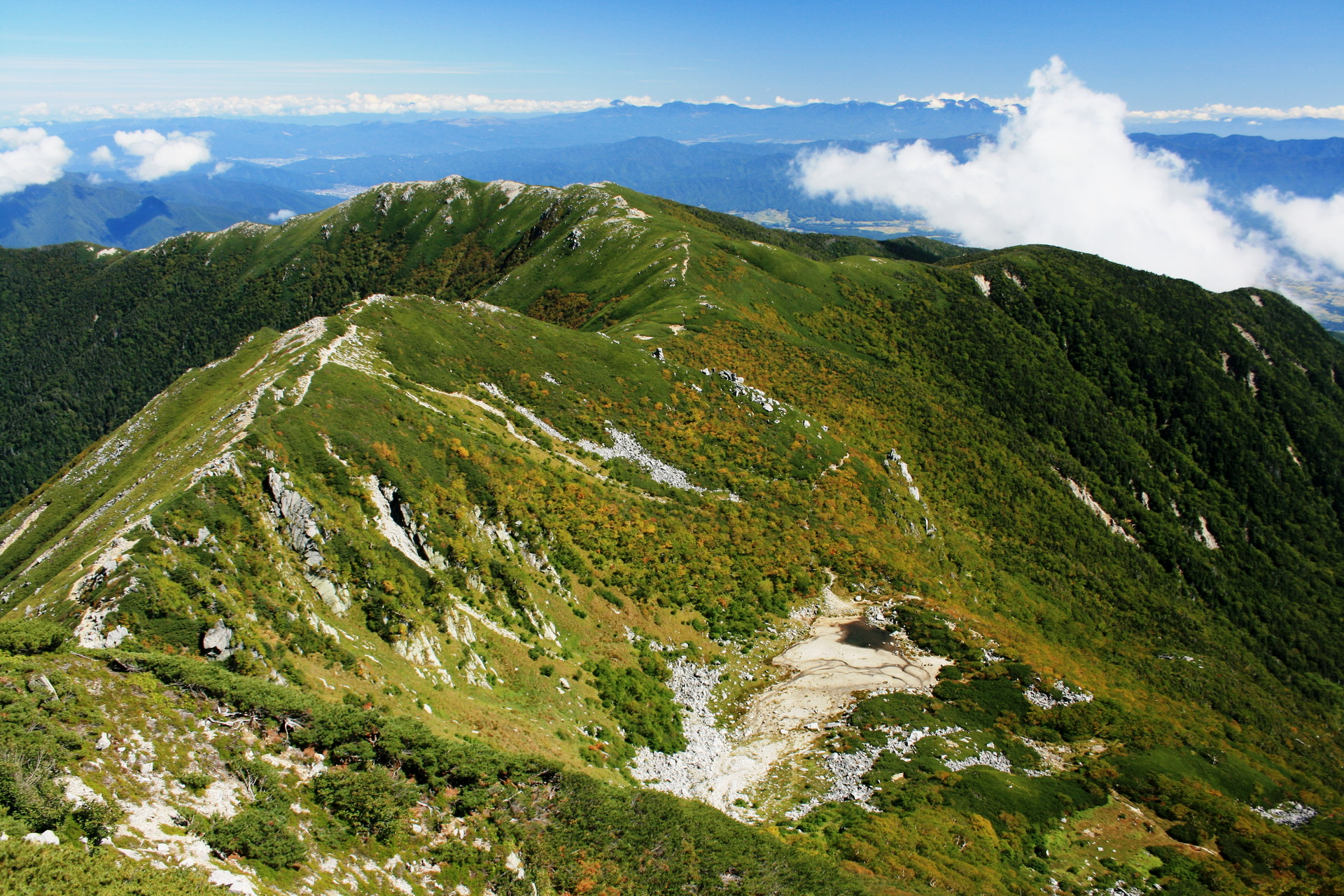
濃ヶ池周辺
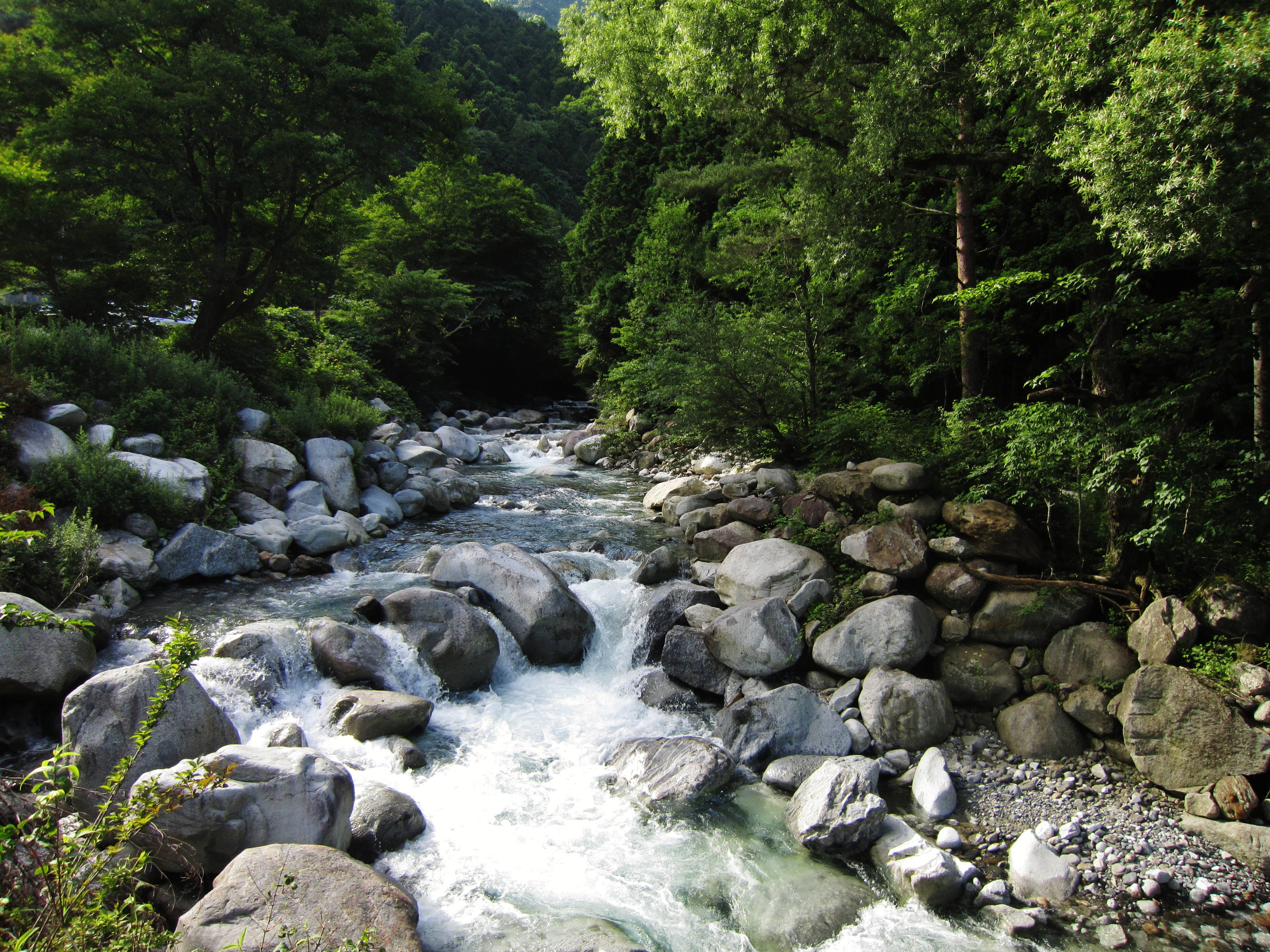
支流の黒川 菅の台バスセンター駐車場より撮影。
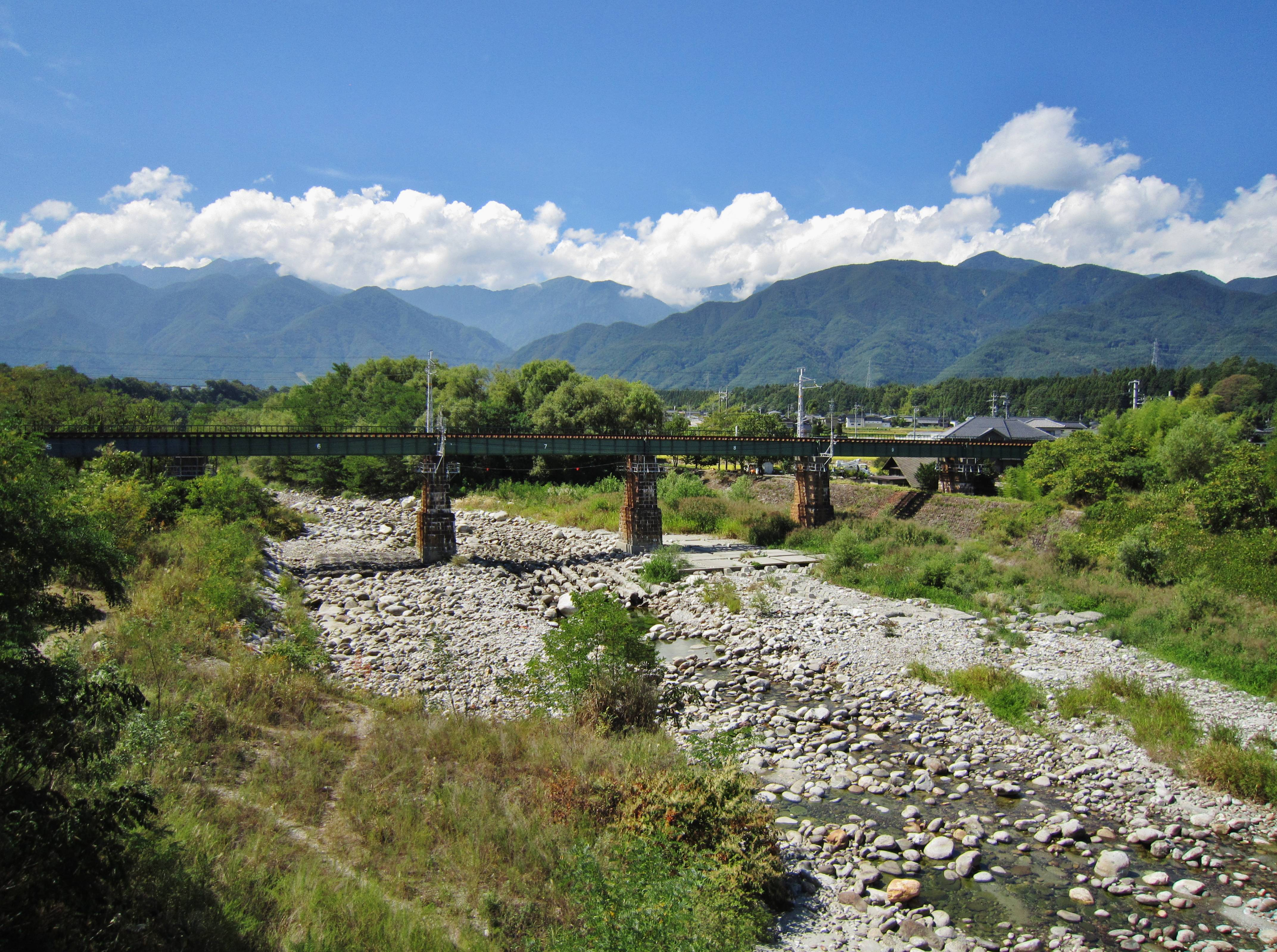
太田切川をまたぐJR飯田線

## 橋梁
下流から順に記載。
- 大田原橋 - 大田切橋 - （JR飯田線） - 新大田切橋 - （中央自動車道） - こまくさ橋 - 駒ヶ根橋

## 水力発電
太田切川での水力発電は、大正時代に伊那電気鉄道によって始められた。完成した太田切発電所は、戦後になって中部電力に継承され、新太田切発電所として再開発され、さらに上流には中御所発電所が建設されている。

### 太田切発電所
伊那谷の鉄道事業者である伊那電気鉄道は、1913年（大正2年）に砥川発電所を建設し、1915年（大正4年）には電力会社の長野電灯から小黒発電所を買収、これらに続く第3の水力発電所として太田切発電所を建設することとした。当初1913年には太田切川とその支流・黒川の水利権を長野県知事に出願していたが、すでに黒川は他の業者によって利用されており、認可には至らなかった。このため1917年（大正6年）、計画から黒川分を除いて再出願した。
地元の村は開発を受け入れる条件として、既存の農業・林業に悪影響を及ぼさないことを求めた。まず、発電に使用した水は既存の灌漑用水の取水に影響を及ぼさない場所に放流すること。また、当時は山林から切り出した材木を搬出する手段として流木（いかだ流し）が用いられていたことから、川の水量が減ったときは発電用水の取水を抑え、その分を流木に回すよう求めた。1917年11月、伊那電気鉄道は条件を受け入れ、地元の赤穂村（現・駒ヶ根市）・西春近村（現・伊那市）・宮田村と契約。1918年（大正7年）5月21日に許可が下りた。工事は同月中に着手され、1921年（大正10年）10月21日に完成した。太田切川から最大0.82立方メートルを取水し、有効落差242.4メートルを確保して最大1,400キロワットの電力を発生した太田切発電所は、伊那電気鉄道の発電所としては最大規模であった。また、一連の建設工事の中で太田切川には駒ヶ根橋が架けられ、取水口まで4キロメートルの間には林道が整備された。
その後、1941年（昭和16年）の配電統制令によって砥川発電所・小黒発電所・太田切発電所は中部配電に移管され、戦後の1951年（昭和26年）になって中部電力に継承された。

### 新太田切発電所

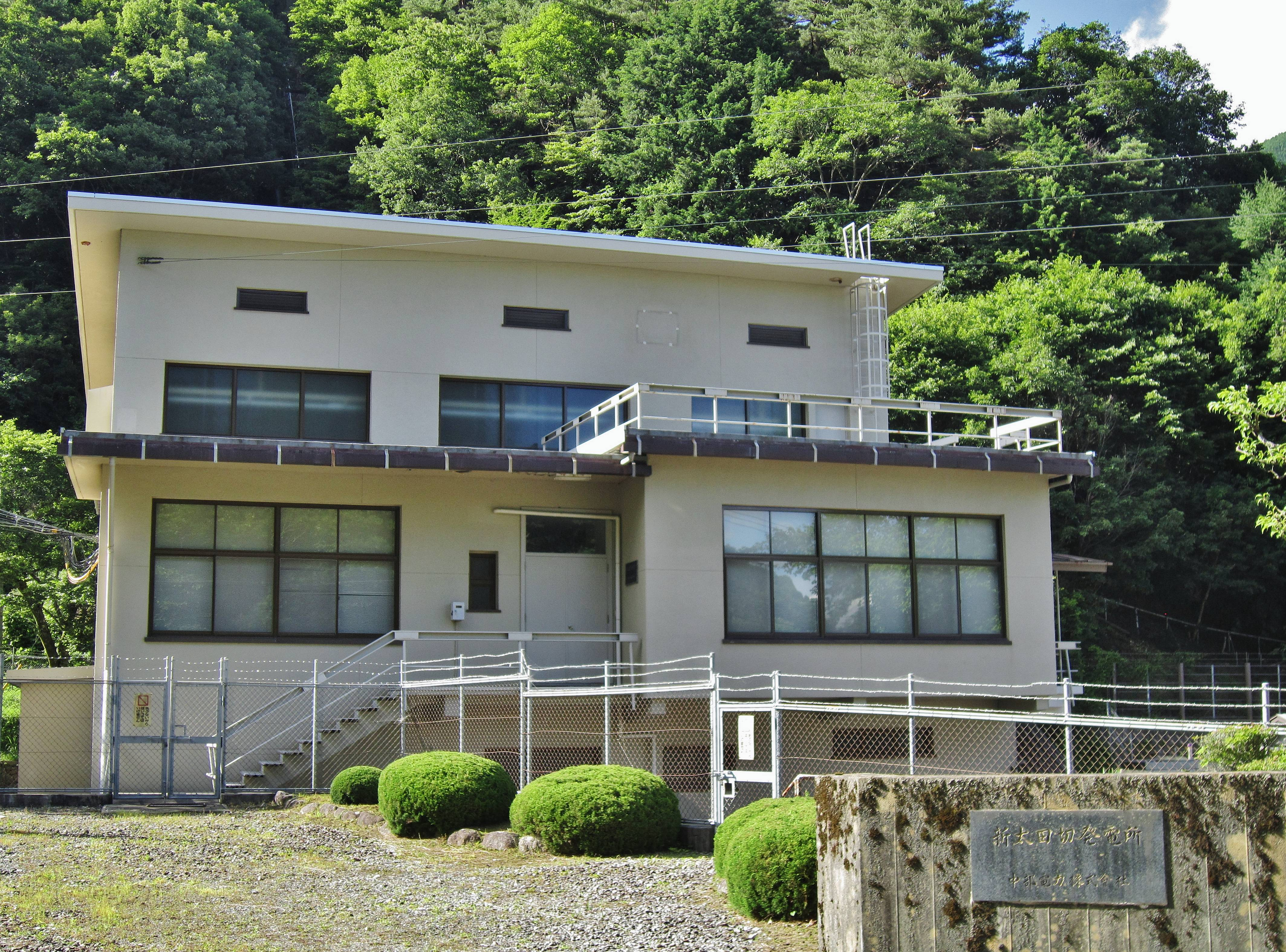
新太田切発電所

中部電力は太田切発電所を改修し、新太田切発電所とする工事を1958年（昭和33年）1月に着手した。完成して30年間経過したことにより老朽化した電力設備を一新するもので、同年12月22日に完成した。有効落差315メートル、最大使用水量5.5立方メートル毎秒に増大させ、最大出力を1万4,000キロワットにまで強化する。
発電に使用する水は本谷・中御所川・黒川から取り入れ、全長5キロメートルの馬蹄形トンネル導水路で送水。発電所直上に設けた高さ4メートル・幅5メートル・全長40メートルの水槽から、長さ757メートル、直径1.2ないし1.4メートルの水圧鉄管で落水させ、発電所建物内の水車発電機を回転させる。発電用水車は立軸4射ペルトン水車を採用。発生した電力は屋外の変電所より送電する。発電に使用した水は高さ1.7メートル、幅2.6メートルの放水路（箱形の暗渠）を通じて太田切川と黒川とに分けて放流される。なお、発電所直上の水槽からあふれた水は余水路を通じて黒川へ放流するようになっており、この余水路については旧太田切発電所の水圧鉄管が流用して造られている。
新太田切発電所の建設に伴い、駒ヶ根市では灌漑用水の水温低下を懸念して、温水ため池の建設などの対策工事を実施した。また、中部電力が工事中に宿舎として用いられていた建物を駒ヶ根市が330万円で買収し、旅館「高原荘」に改装して駒ヶ根高原の本格的な観光開発の足がかりとした。

### 中御所発電所
1973年（昭和48年）のオイルショックを契機に、水力発電は国産エネルギー源として注目を集めることとなった。中部電力は中小規模水力発電所の開発を進めることとし、天竜川水系における開発の第一号として中御所発電所（1万200キロワット）を建設することとした。新太田切発電所のさらに上流に中御所発電所を設け、太田切川の水資源を余すことなく利用しようとするものである。
1976年（昭和51年）8月、中部電力は駒ヶ根市と宮田村に開発を申し入れた。工事区域の全域が中央アルプス県立自然公園（後の中央アルプス国定公園）に属しており、地元では景観や観光業への影響を懸念する声があった。特に観光シーズンである5月から10月までの期間は工事車両を通行禁止とするよう求めたが、交渉の末、工事車両の通行は期間の土曜日・日曜日・祝日以外に限るということでまとまった。天竜川漁業協同組合は取水ダムの魚道を改修するよう求め、中部電力はこれに応じることとした。灌漑用水の水温低下については温水ため池の設置が求められたが、結局減収分への金額補償が行われることになった。中部電力は当初、1977年（昭和52年）6月までに補償に関する交渉を終わらせる計画を立てていたが、全補償問題が解決したのは1978年（昭和53年）10月のことだった。
中御所発電所の建設工事は1978年（昭和53年）9月に着工した。中御所川・北御所川・黒川に取水ダムを建設し、発電所まで5.352キロメートルの距離を導水路で送水する。土砂や転石の多さから、取水口部分には水平スクリーンを設置。発電用水車には立軸4射ペルトン水車を採用し、厳しい気候条件を考慮して耐湿性・耐熱性を高めた長寿命設計とすることで、メンテナンスの省力化を図った。
標高の高い場所特有の厳しい自然環境下で風化した花崗岩が至るところで崩落しており、河川工事の最中は洪水や土石流に悩まされた。また、トンネル工事では断層・破砕帯にぶつかり、毎秒150リットルもの大量の湧水が工事の進捗を阻んだ。完成は1980年（昭和55年）9月で、工費は63億7,310万円であった。